# Devils Thumb
Pour les articles homonymes, voir Thumb (homonymie).
Le Devils Thumb (thumb signifie « pouce » et devil est le diable en français) est une montagne située à la limite entre l'Alaska et la Colombie-Britannique, dans les chaînons Boundary, au sein de la calotte glaciaire Stikine, près de Petersburg.

## Alpinisme
- 1937 - Première tentative par Fritz Wiessner
- 1946 - Première ascension par Fred Beckey, Clifford Schmidtke, et Bob Craig.
- 2010 - Première traversée intégrale ouest-est : Diablo Traverse, par Colin Healey et Mikey Schaefer[3].

Jon Krakauer en fait une description dans ses livres Rêves de montagnes et Voyage au bout de la solitude (Into the Wild).